# Калифорнийски университет – Сан Франциско
Калифорнийският университет, Сан Франциско (на английски: University of California, San Francisco) е американски обществен щатски университет в град Сан Франциско, щата Калифорния. Основан е през 1873 г. и има 1686 преподаватели и 2863 докторанта (към есенният семестър на 2005 г.). Разполага с дарения в размер на 1,20 милиарда долара към 30 юни 2006 г.

## Нобелови лауреати
- Джон Майкъл Бишоп (1936) – Нобелова награда за медицина (1989)
- Стенли Прусинър (1942) – Нобелова награда за медицина (1997)
- Харълд Вармъс (1942) – Нобелова награда за медицина (1989)